# Camilla von Lattorff
Camilla Maria Katharina von Lattorff (* 4. November 2005 in Monza, Italien) ist eine liechtensteinische Fussballspielerin.

## Karriere

### Verein
Von Lattorff begann ihre Laufbahn in Österreich beim Hausleiten SV. Ende 2018 wechselte sie zum FC Altera Porta, ehe sie sich im Sommer 2019 dem FC SUSA Vienna anschloss. Im Sommer 2021 unterschrieb die Stürmerin beim Wiener Sport-Club. Ein Jahr später wechselte sie zum FK Austria Wien.

### Nationalmannschaft
Von Lattorff kam im Oktober 2021 im Rahmen der Qualifikation zur U-19-Europameisterschaft 2022 erstmals für die liechtensteinische U-19-Auswahl zum Einsatz. Am 3. September 2022 gab sie bei der 1:3-Niederlage im Freundschaftsspiel gegen Andorra ihr Debüt in der A-Nationalmannschaft, als sie in der zweiten Halbzeit eingewechselt wurde.

## Familie
Sie ist das vierte Kind von Philipp von Lattorff und Tatjana von Lattorff, Prinzessin von und zu Liechtenstein, der Tochter des liechtensteinischen Staatsoberhauptes Hans-Adam II. und dessen Frau Marie von und zu Liechtenstein.